# Sela pri Višnji Gori
Sela pri Višnji Gori so naselje v Občini Ivančna Gorica.